# Зейтинбурну (хоккейный клуб)
Зейтинбурну (тур. Zeytinburnu Belediyespor) — хоккейный клуб из города Стамбул. Основан в 2010 году. Выступает в Турецкой хоккейной суперлиге. Домашние матчи проводит на арене Силиврикапи.

## История
В 2010 году в районе Зейтинбурну города Стамбула были возведены 2 ледовые арены площадью 400 метров в квадрате в рамках социального проекта, что смогло заставить людей интересоваться зимними видами спорта, в том числе и хоккеем с шайбой. 29 мая 2010 года при поддержке главы района Мурата Айдина и турецкой федерации хоккея с шайбой была создана детская хоккейная команда, которая включила в себя 20 человек, и была призвана помогать реабилитации подростков, связанных с курением или наркоманией.
Команда два сезона выступала во второй лиге Турции, где успехами не блистала. Постепенно команда стала превращаться в профессиональную. Лишь в сезоне 2012/13 команда, состоящая в основном из игроком не старше 19 лет, выиграла вторую лигу и вышла в элиту турецкого хоккея.
В первом же сезоне команде удалось завоевать серебро турецкой суперлиги. А в сезоне 2014/15 клуб впервые становится чемпионом страны, что даёт ему право также выступить в Континентальном кубке по хоккею с шайбой. Спустя год, в сезоне 2015/16 «Зейтинбурну» сумел сохранить своё превосходство, став двукратным чемпионом страны.

## Достижения
- Турецкая хоккейная суперлига:
  - Победители (2) : 2015, 2016
  - Серебряный призёр (1)  : 2014